# Memory (piosenka)
Memory (pol. „Pamięć” / „Wspomnienie”) – piosenka z musicalu Koty (ang. Cats) 

## Kompozycja
Utwór jest śpiewany przez postać Grizabelli, kiedyś pięknej kocicy, która obecnie jest cieniem siebie sprzed lat. Piosenka jest nostalgicznym wspomnieniem jej wspaniałej przeszłości i marzeniem o nowym życiu. Śpiewana we fragmencie w pierwszym akcie i w całości pod koniec spektaklu, Memory jest jego momentem kulminacyjnym i jego najbardziej znanym (nie tylko wielbicielom musicali) utworem.
Muzykę utworu skomponował Andrew Lloyd Webber. Słowa, napisane przez Trevora Nunna, są zainspirowane wierszem T.S. Eliota pt. Rhapsody on a Windy Night.
Andrew Lloyd Webber, obawiając się, że melodia brzmi zbyt podobnie do dzieła Giacomo Pucciniego, poprosił o zdanie ojca. Ten miał odpowiedzieć: „Brzmi jak milion dolarów!”. Piosenka napisana jest w tonacjach B-dur i w Des-dur, która była ulubioną kompozytora.

## Covery
Utwór jest jednym z najbardziej znanych Webbera, doczekał się ponad 160 coverów. Najbardziej znanymi artystami wykonującymi utwór są:
- Elaine Paige (historycznie pierwsza wykonawczyni tego utworu)
- Barbra Streisand
- Betty Buckley (pierwsza aktorka grająca Grizabellę na Broadwayu)
- Barry Manilow
- Simone Simons
- Céline Dion
- Petula Clark
- Judy Collins
- Sarah Brightman
- Jennifer Hudson

Z polskich artystek wykonywały ją: Ewa Małas-Godlewska, Zdzisława Sośnicka, Izabela Zając i Halina Mlynkova.
Często niepoprawnie nazywana Memories z powodu wykonania Barbry Streisand, wydanego w 1981 r. na płycie pt. Memories. Poprawny tytuł piosenki jest jednak w liczbie pojedynczej, tj. Memory.